# Bernd Kleine-Gunk

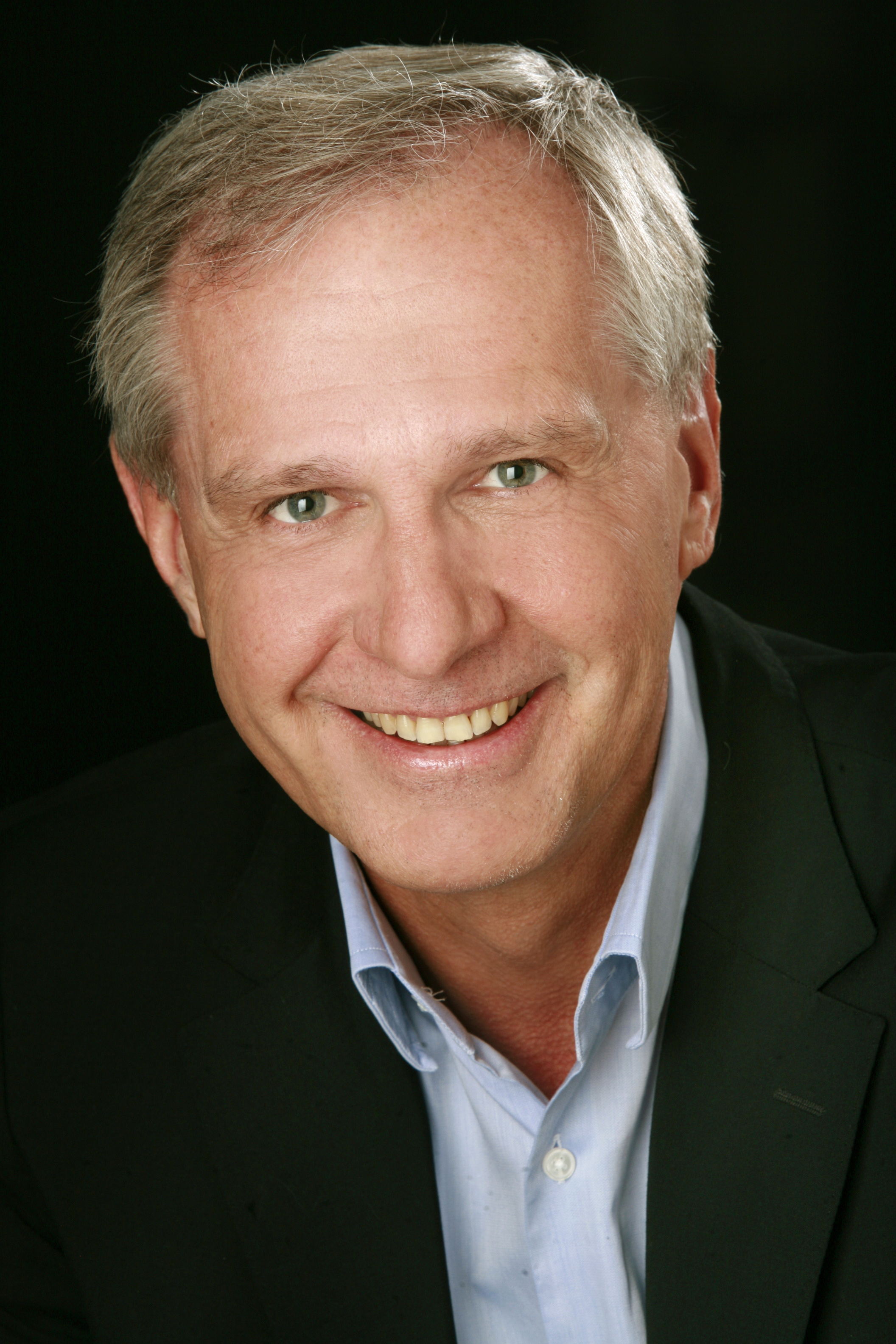
Bernd Kleine-Gunk (2009)

Bernd Kleine-Gunk (* 1959) ist ein deutscher Gynäkologe und Präsident der Deutschen Gesellschaft für Prävention und Anti-Aging Medizin (German Society of Preventive and Anti-Aging Medicine, GSAAM).

## Leben
Kleine-Gunk studierte von 1978 bis 1984 Humanmedizin in Essen und wurde am Institut für Tumorforschung promoviert. Nach einigen Jahren als Assistenzarzt an der gynäkologisch-geburtshilflichen Abteilung des Elisabeth-Krankenhauses Essen verbrachte er zwei Jahre im ärztlichen Entwicklungsdienst in Simbabwe als Leitung eines Distriktkrankenhauses mit Schwerpunkt Geburtshilfe. Er kehrte 1990 nach Essen zurück und schloss seine Facharztausbildung ab. Von 1992 bis 1994 war er Oberarzt am Marienhospital Altenessen. Im September 1994 ging er als Leitender Arzt Gynäkologie an die Schön Klinik Nürnberg/Fürth. Seit 2009 ist er Präsident der Deutschen Gesellschaft für Prävention und Anti-Aging Medizin.
Er praktiziert in Nürnberg und ist Autor zahlreicher Bücher zum Thema Anti-Aging.